# Gliese 29
Gliese 29 is een hoofdreeksster van het type G0, gelegen in het sterrenbeeld Toekan op 82,4 lichtjaar van de Zon. De ster heeft een baansnelheid rond het galactisch centrum van 117 km/s.